# The Bodyguard (2004)
The Bodyguard (thailändisch บอดี้การ์ดหน้าเหลี่ยม) ist eine thailändische Actionkomödie aus dem Jahr 2004. Regie führte Entertainer Petchtai Wongkamlao, der auch das Drehbuch schrieb und die Hauptrolle spielte. Der Streifen fand 2007 eine Fortsetzung.

## Handlung
Der erfahrene Personenschützer Wong Kom kann den Tod eines thailändischen Industriellen trotz erheblicher Gegenwehr nicht verhindern, als dieser bei einer geplanten Unterzeichnung einer Firmenfusion einem heimtückischen Anschlag zum Opfer fällt. Der verletzte Geschäftsmann Chot Petchpantakarn erliegt im Krankenhaus seinen schweren Verletzungen. Als Drahtzieher entpuppt sich der leibliche Bruder des Opfers Choung, der als leitendes Vorstandsmitglied die Führung des Unternehmens an sich reißen will.
Am Tage der feierlichen Beisetzung wird der Leibwächter vom trauernden Sohn und Alleinerben Chaichol ungnädig entlassen, da dieser ihn für das Versagen seines schutzbefohlenen Vaters verantwortlich macht, ohne allerdings die näheren Umstände zu kennen. Wenig später wird auch der Sohn des Toten zur Zielscheibe, doch das Attentat misslingt und der Lebemann und Playboy kann leicht verletzt in einem Müllwagen fliehen. Fortan wird der flüchtige Millionenerbe von den Gangstern um Arthit gesucht, die ihn anfänglich bei Won Kom vermuten, so dass dieser bald von einem bewaffneten Killerkommando aufgesucht wird. Der Personenschützer wehrt sich erfolgreich gegen die Mördertruppen und erkennt, dass Chaichol in Gefahr ist. Fortan macht er sich im Wettlauf mit den Gangstern auf die Suche nach dem Vermissten, um seinen Fehler wieder gutzumachen bzw. um sich bei der Familie des Ermordeten zu rehabilitieren.
Derweil wird der verletzte und bewusstlose Chaichol auf einer Müllkippe der Millionenmetropole Bangkok gefunden und zu der Rettungssanitäterin Pok gebracht, die mit ihrer Familie in ärmlichen Verhältnissen am Rande der Gesellschaft lebt. Nachdem der reiche Mann das Bewusstsein wiedererlangt, gibt er sich zur Tarnung als diebischer Straftäter aus, seine nichtsahnenden Helfer gewähren ihm so eine sichere und anonyme Unterkunft. Der Lebemann taucht in dem Armenviertel unter falscher Identität unter, lernt so das einfache Leben der teils skurrilen Bewohner kennen und verliebt sich in die attraktive Pok, die sich für soziale Belange engagiert. Pok ist der geläuterte Neuankömmling sofort sympathisch, es entwickelt sich eine zarte Romanze, bis das Pärchen urplötzlich von bewaffneten Gangstern in einem Einkaufscenter gestellt und als Geisel genommen wird. Die Lage ist angespannt, das Gebäude wird von herbeigerufenen Polizeieinheiten umstellt, die jedoch einfältig und machtlos erscheinen, unfähig die prekäre Situation zu meistern.
Kurzerhand nimmt Wong Kom die Sache selbst in die Hand und befreit den reichen Knaben aus den Händen der brutalen Kriminellen, überlässt Pok jedoch ihrem Schicksal. Chaichol ist über den ungewissen Verbleib seiner Angebeteten zutiefst besorgt, flüchtet blind vor Liebe aus dem gut bewachten Anwesen in die Arme der Kriminellen. In Gegenwart von Choung, dem zwielichtigen Onkel des Millionenerben und Initiator des erpresserischen Komplotts, erzwingt eine Schar dubioser Geschäftsleute die Unterschrift Chaichols unter eine handelsrechtliche Vollmacht, die die Konzernführung an Choung übertragen soll. Um das Dokument zu beglaubigen, wird allerdings der Fingerabdruck von Wong Kom auf dem Siegel des Schriftstückes benötigt. Dieser verweigert jedoch die Mitarbeit und dezimiert der Reihe nach die anwesenden Gangster. Choung wird der Justiz übergeben.
Am Ende des Films entschuldigt sich Chaichol bei seinem Lebensretter Wong Kom. Wenige Augenblicke später teilt der junge Mann seiner erstaunten Mutter mit, dass er eine gewisse Pok ehelichen will, die er in den letzten Szenen des Films nichtsahnend in dem Armenviertel aufsucht um seiner Auserwählten einen Heiratsantrag zu machen, den seine große Liebe bereitwillig annimmt.

## Kritiken
„Eine recht ruppige Actionkomödie voller Zoten, in deren Verlauf der Millionenerbe zwar geläutert wird, wobei dieser Handlungsstrang aber zugunsten aufgesetzter Action sträflich vernachlässigt wird.“